# Hautecourt-lès-Broville
Pour l’article homonyme, voir Hautecourt.
Hautecourt-lès-Broville  est une commune associée du département de la Meuse en région Grand Est.

## Toponymie
Anciennes mentions : Haudicurtis et Haldicurtis (1049), Hardicurtis (1127), Houdrecort (1256), Haudrecourt (1262), Houdrecourt-de-leis-Harmeville (1262), Houdrecourt (1268), Haudecourt (1272), Houdecourt (1277), Houldrecourt (1557), Hauttecourt (1723), Hautecourt (1793 et 1801), Hautecourt-lès-Broville (1922),.
Les formations en -court caractéristiques du nord du pays de langue d'oïl correspondent à l'établissement de Francs plus ou moins romanisés, le premier élément du nom de lieu est généralement un nom de personne germanique, ici Halidrich.
Par ailleurs, le nom de Broville est celui d'une ferme qui fait partie de la commune d'Hautecourt, celle-ci est anciennement mentionnée : Berandi-Villa (1179), Brauvilla de Diepia (1265), Branville (1656), Brauville (1743).

## Histoire
Dépendait du Verdunois et du diocèse de Verdun avant 1790.
Le 1er mai 1973, la commune d'Hautecourt-lès-Broville est rattachée sous le régime de la fusion-association à celle d'Abaucourt-lès-Souppleville qui est alors renommée Abaucourt-Hautecourt.

## Démographie
| 1806 | 1896 | 1906 | 1926 | 1936 | 1946 | 1954 | 1962 | 1968 |
| ---- | ---- | ---- | ---- | ---- | ---- | ---- | ---- | ---- |
| 106  | 132  | 103  | 86   | 66   | 50   | 67   | 55   | 42   |

## Lieux et monuments
- Cimetière militaire allemand